# East Gwillimbury
East Gwillimbury är en kommun (town) i Kanada.   Den ligger i provinsen Ontario, i den sydöstra delen av landet, 300 km väster om huvudstaden Ottawa. East Gwillimbury ligger 265 meter över havet och antalet invånare är 22 473.